# Szarka Gyula
Szarka Gyula (Vágsellye, 1962. május 5. – ) Kossuth-díjas énekes, gitáros, zeneszerző. Testvérével, Szarka Tamással a Ghymes együttes alapító tagja.

## Pályafutása

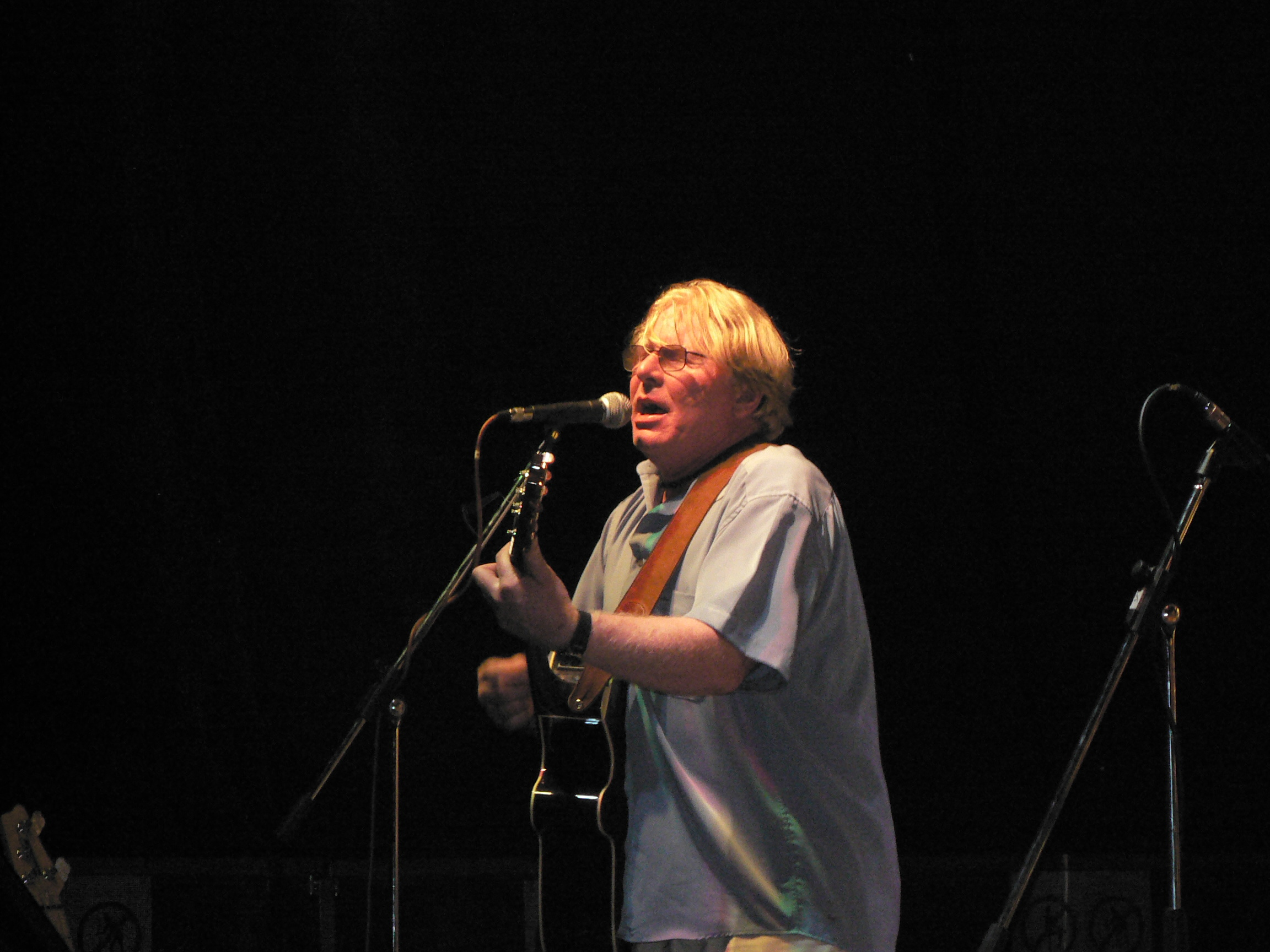
A Szikince-Ghymes Fesztiválon, 2006. július 8-án

A felvidéki Királyréven nőtt fel. Zenei tanulmányait a Galántai Zeneiskolában alapozta meg, ahol zongorázni és gitározni tanult. 1980-ban a pozsonyi Duna utcai Gimnáziumban érettségizett. A Nyitrai Pedagógiai Főiskolán (mai nevén: Konstantin Filozófus Egyetemen) szerzett tanári diplomát, ezt követően öt évig a nádszegi általános iskolában tanított.
1983-ban, főiskolai évei alatt alapította meg testvérével az első zenekarukat, amely 1984-től viseli a Ghymes nevet. Ezekben az időkben tanult meg önképző módon bőgőzni.
2000-ben feleségével, Szarka Zsuzsával létrehozták a Nádszegi Napszínházat. Többek között fellépett: Hobo, Gerendás Péter, Rudolf Péter, Nagy-Kálózy Eszter, Jordán Tamás és a Vujicsics együttes.
2004 áprilisában jelent meg első szólóalbuma, az Alku. A lemezt színházi darab formájában a Kolibri Színházban láthatta a közönség.
A 2007-es és a 2008-as évadban a Komáromi Jókai Színházban mesekoncert sorozatot tartott Csak a világ végire... címmel. A Ghymes zenészek közül: Varga Bori és Kún Csaba, a színház színészei közül: Holocsy Katalin és Bernáth Tamás vettek részt az előadásban.
2007-ben megjelent második szólólemeze a Bor és lányka, amely egy hónap alatt aranylemez lett. A Forrás Színház Toldi előadásához írt zenéje kibővítve CD-n is megjelent 2009-ben.
2006 óta, az évente megrendezésre kerülő Ghymes Fesztivál főszervezője. A fesztivál a magyar kortárs zenei, színházi és irodalmi élet bemutatására törekszik. A zene mellett a Szent György-hegyi Hegymagason borászkodással is foglalkozik.
2011. március 14-én megosztott Kossuth-díjban részesült testvérével, Szarka Tamással.

## Művei

### A Ghymessel
- 1988: Az ifjúság sólyommadár
- 1991: Ghýmes
- 1993: Üzenet
- 1995: Bennünk van a kutyavér
- 1996: Tűzugrás
- 1998: Rege
- 2000: Smaragdváros
- 2001: Üzenet (újrakiadás)
- 2002: Héjavarázs
- 2003: Ghymes koncert
- 2004: éGHYMESe
- 2005: Csak a világ végire...
- 2006: Messzerepülő
- 2007: Mendika
- 2008: Álombálom
- 2010: Bennünk van a kutyavér 2010
- 2010: Szikraszemű

Egyéb Ghymes lemezek:
- 2001: A nagy mesealbum (mint közreműködő)
- 2002: Bakaballada (Hobo-val)
- 2003: A nagy mesealbum II
- 2006: Üvegtigris 2

### Szólólemezei
- 2004: Alku
- 2007: Bor és a lányka
- 2009: Toldi
- 2022: Petőfi dicsérete[3]

### Egyéb lemezek
- Hétrét együttes: Hetric Free Folk lemezén Az ördög tánca című dalt énekli
- Nagy Szabolcs:Régi jó időből lemezén A bor legendája című számot énekli

### Színpadi művei
- Kolibri Színház: Alku
- Forrás Színház: Toldi
- Szegedi Szabadtéri Játékok: Benyovszky (táncjáték – Ghymes)
- Komáromi Jókai Színház: Csak a világ végire... (mesekoncert)

## Díjai
A Ghymessel:
- Nyitott Európáért díj (1999)
- Don Quijote-díj (2001)
- Magyar Művészetért díj (2001)
- Arany Zsiráf díj – world music/jazz kategória (2001, 2002)
- eMeRTon-díj – a legjobb határon túli magyar zenekar (2002)
- Artisjus-díj (2005)
- Fonogram díj (2005)
- Bartók Béla-emlékdíj (2006)
- Pro Renovanda Cultura Hungariae Alapítvány Díja – Kemény Zsigmond-díj (2008)
- Magyar Örökség díj (2008)
- Kossuth-díj (2011, Szarka Tamással megosztva)

Borászat:
- Hamvas-fürt borművészeti díj (2008)
- Őszharmat késői szüretelésű olaszrizling bora ezüstérmes lett a XVIII. Szent-György-hegyi napokon rendezett borversenyen (2010)